# باولو مينديز كامبوس
باولو مينديز كامبوس (بالبرتغالية: Paulo Mendes Campos‏) هو كاتب وصحفي برازيلي، ولد في 28 فبراير 1922 في بيلو هوريزونتي في البرازيل، وتوفي في 1 يوليو 1991 في ريو دي جانيرو في البرازيل.